# NGC 2450
NGC 2450 (również PGC 21807) – galaktyka spiralna (Sbc), znajdująca się w gwiazdozbiorze Bliźniąt. Odkrył ją Édouard Jean-Marie Stephan 26 lutego 1878 roku.